# Powiat Ito (Wakayama)
Powiat Ito (jap. 伊都郡 Ito-gun) – powiat w Japonii, w prefekturze Wakayama. W 2024 roku liczył 21 449 mieszkańców.

## Miejscowości
- Katsuragi
- Kōya
- Kudoyama